# ماغنوس سفينسون
ماغنوس سفينسون (بالسويدية: Magnus Svensson)‏ (مواليد 10 مارس 1969) هو لاعب كرة قدم. يلعب مع منتخب السويد لكرة القدم. سبق له أن لعب في كأس العالم لكرة القدم مع منتخب بلاده.

## روابط خارجية
- ماغنوس سفينسون على موقع الاتحاد الدولي (مؤرشف)  (الإنجليزية)
- ماغنوس سفينسون على موقع اتحاد السويد (السويدية)
- ماغنوس سفينسون على موقع قاعدة بيانات كرة القدم.إي يو (الإنجليزية)
- ماغنوس سفينسون على موقع ناشيونال فوتبول تيمز (الإنجليزية)